# Вилдполдсрид
Вилдполдсрид (њем. Wildpoldsried) општина је у њемачкој савезној држави Баварска. Једно је од 28 општинских средишта округа Обералгој. Према процјени из 2010. у општини је живјело 2.553 становника. Посједује регионалну шифру (AGS) 9780147.

## Географски и демографски подаци
Вилдполдсрид се налази у савезној држави Баварска у округу Обералгој. Општина се налази на надморској висини од 724 метра. Површина општине износи 21,4 km². У самом мјесту је, према процјени из 2010. године, живјело 2.553 становника. Просјечна густина становништва износи 120 становника/km².

## Међународна сарадња
| Мјесто | Држава    | Врста сарадње | Од    |
| ------ | --------- | ------------- | ----- |
| Сивре  | Француска | партнерство   | 1986. |
| Извор  |           |               |       |